# Geologia Nowej Zelandii

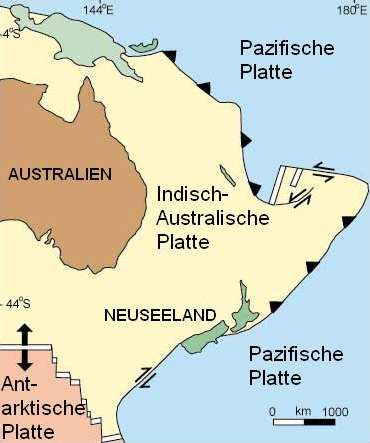
Położenie Nowej Zelandii na płycie australijskiej

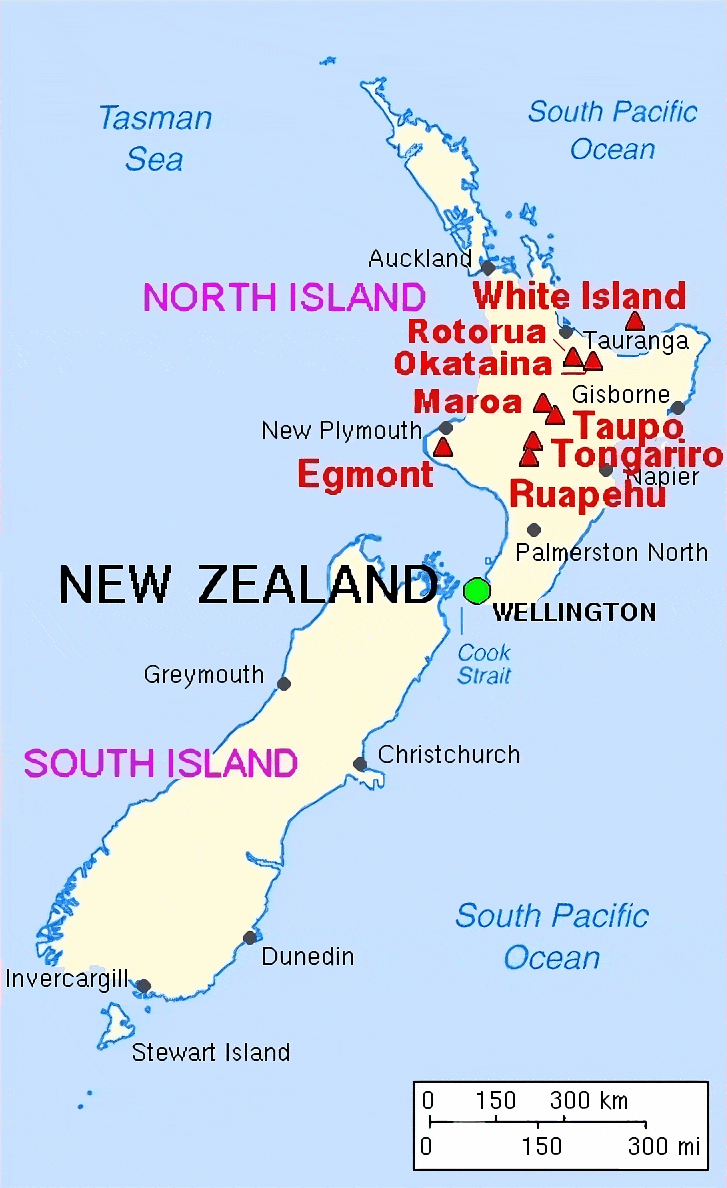
Mapa głównych wulkanów na Nowej Zelandii

Nowa Zelandia znajduje się na wschodnim skraju płyty australijskiej. Oderwała się od Australii w kredzie. Nowa Zelandia to antyklinorium przedzielone uskokiem przesuwczym o kierunku południowy zachód-północny wschód, zaliczanym do największych uskoków przesuwczych na świecie. W budowie tegoż państwa wyspiarskiego mają udział skały metamorficzne, skały osadowe oraz skały magmowe, ich pochodzenie datowane jest od paleozoiku po kenozoik. Sedymentację skał przerywały ruchy tektoniczne, po których powstawały archipelagi wysp; miało to miejsce przed ordowikiem, w dewonie, przed permem, pod koniec jury, między kredą a trzeciorzędem oraz pod koniec trzeciorzędu.
Najstarsze skały, jeszcze z okresu paleozoiku, występują wzdłuż północno-zachodnich wybrzeży Wyspy Południowej i stanowią je intruzje granitoidów. Większą część Nowej Zelandii budują grube osady głębokomorskie, głównie okruchowe (klastyczne), datowane od permu do jury. Skały te zostały zmetamorfizowane i sfałdowane pod koniec jury oraz pocięte przez intruzje gabr i diorytów. Z powodu niszczenia powstałego łańcucha górskiego powstały grubookruchowe osady kredy górnej, występujące głównie na Wyspie Północnej; zostały sfałdowane na początku trzeciorzędu. W wyniku trzeciorzędowego zalewu morza powstały skały wapienne i piaskowce, zaś trzeciorzędowe ruchy tektoniczne doprowadziły do powstania Alp Południowych., które stanowią oś orograficzną Wyspy Południowej. Pasmo te uległo wielokrotnym zlodowaceniom, co spowodowało powstanie fiordów.

## Wulkany
Na Nowej Zelandii występują liczne wulkany. Mieszczą się na Płaskowyżu Centralnym na Wyspie Północnej. Należą do nich m.in. Ruapehu (2797 m), Ngauruhoe, Tongariro i Tarawera. Niektóre z pozostałych wulkanów to Egmont, White, Mayor, Rauoul i Brothers. Występują także kaldery wypełnione wodą i tworzące jeziora – Taupō, Rotoaira oraz Okataina. Większość wulkanów Nowej Zelandii leży w strefie wulkanicznej Taupō, rozciągającej się od wyspy White po Ruapehu.

## Kras i jaskinie
W skałach węglanowych Nowej Zelandii rozwinęły się zjawiska krasowe. Pod względem zjawisk krasowych najliczniej występują w King Country (zachodnia Wyspa Północna). Na zachód od miasta Nelson występuje szeroki pas ordowickich marmurów (miąższość do 1200 m), które budują Górę Arthura, Górę Owena oraz Takaka Hill. W Takaka Hill znajduje się największe wywierzysko w kraju (Waikoropupu Springs; średnia wydajność to 15 m³/s). W wapieniach trzeciorzędowych występują liczne jaskinie, głównie o rozwinięciu poziomym, często przepływowe, w wielu są obecne podziemne rzeki (największa w Fox River Cave). W ordowickich marmurach natomiast jaskinie mają głównie rozwinięcie poziome (30 jaskiń głębszych niż 200 m). Największe jaskinie to Bulmer Cavern w Górze Owena (długość 71,86 km, deniwelacja 755 m), system jaskiń Nettlebed-Stormy Pot (długość 38,25 km, deniwelacja 1174 m), system Greenlink – Middle Earth (długość 33,88 km, deniwelacja 395 m) oraz Ellis Basin Cave (długość 33,4 km, deniwelacja 993 m). W okolicach Auckland występują jaskinie lawowe, z których największą jest Wiri. Jaskinia Bohemia jest największą jaskinią aragonitową na Ziemi. Charakterystycznym elementem nowozelandzkim jaskiń są muchówki Arachnocampa luminosa, których larwy wykazują właściwości bioluminescencyjne.